# Кабидела
Кабидела (порт. cabidela или arroz de cabidela («рис кабидела») — португальское блюдо, приготовленное из домашней птицы, обычно петуха или курицы. Типично для северной Португалии, региона Минью, муниципалитет Брага. Особенность блюда заключается в том, что куриная кровь добавляется почти в конце, смешивается с уксусом (чтобы она не сворачивалась) во время варки риса. Кровь собирают при забое животного, она придаёт блюду коричневый цвет. Иногда к блюду подают белый рис. В Португалии кабидела упоминается в письменных источниках с XVI века, и её можно приготовить из другой птицы или животных (утка, индейка, свинина, козленок или дичь), хотя они встречаются реже.

## Варианты
Вариации этого блюда также популярны во многих бывших португальских колониях, таких как Макао, где подобное блюдо, приготовленное из утки (pato de cabidela или pato à cabidela), является одним из самых известных блюд маканской кухни.
В Бразилии это блюдо обычно готовят из курицы (galinha à cabidela или galinha de cabidela) и считают типичным блюдом города Ресифи. Рис готовится отдельно. Это также очень распространенное блюдо в штате Минас-Жерайс , где оно носит название galinha ao molho pardo. Подают с кукурузной кашей (angu) или тушёной капустой . Также принято готовить только куриную кровь с уксусом и овощами, пока она не станет соусом, который можно добавлять к рису или к самой приготовленной курице.
В Кабо-Верде готовят arroz de cabidela.
В Индии кабидела из свинины популярна среди гоанской католической общины Гоа.
Вариант с курицей является одним из самых распространенных блюд, подаваемых по особым случаям и в ресторанах в Анголе.